# Champcueil
Champcueil är en kommun i departementet Essonne i regionen Île-de-France i norra Frankrike. Kommunen ligger i kantonen Mennecy som tillhör arrondissementet Évry. År 2022 hade Champcueil 2 873 invånare.

## Befolkningsutveckling
Antalet invånare i kommunen Champcueil
| Referens: INSEE |